# Sorin Socol

a Compétitions nationales et continentales officielles uniquement.

b Matchs officiels uniquement.
Sorin Socol, né le 30 novembre 1977 à Bucarest (Roumanie), est un joueur de rugby à XV, qui joue avec l'équipe de Roumanie, d'1,96 m pour 115 kg.
Il occupe le poste de deuxième ligne. 
Élu meilleur joueur de la coupe du monde junior en 1996 à Brescia en Italie. 
Il a eu sa première cape internationale le 18 février 2001 à l’occasion d’un match contre l'Espagne. 
Il a joué la Coupe du Monde 2003 et 2007 (capitaine de la sélection Roumaine)

## Carrière
- 1995 - Coupe de monde juniors à Bucarest 5ème place
- 1996 - Coupe de monde juniors à Brescia 3ème place en tant que capitaine de la Roumanie, élu meilleur joueur du tournoi.
- 1996-2003 : CA Brive
- 2003-2007 : SU Agen
- 2007-2009 : Section paloise
- 2009-2010 : FC Oloron
- 2010-2012 : Lourdes

## Sélections
Sorin Socol est international roumain, obtenant sa première sélection le 18 février 2001 contre l'Espagne et sa dernière sélection le 12 mars 2011 contre la Géorgie.
Il obtient 61 Capes, inscrivant 40 points, huit essais. il joue quatre en 2001, quatre en 2002, neuf en 2003, cinq en 2004, cinq en 2005, neuf en 2006, sept en 2007, quatre en 2009, douze en 2010 et deux en 2011.
Il participe à deux éditions de la coupe du monde, en 2003, où il dispute quatre rencontres, contre l'Espagne, l'Australie, l'Argentine et la Namibie et en 2007 où il joue contre l'Italie, l'Écosse, le Portugal et la Nouvelle-Zélande.
Il a été le capitaine du plus grand nombre de matchs de la Roumanie à ce jour, entre 2003 et 2011. Un total de 61 tests, dont 36 en tant que capitaine. Il a été capitaine de la Roumanie pour la première fois le 30 octobre 2003 lors du match de la Coupe du monde de rugby 2003 contre la Namibie. Il a ensuite figuré dans l'équipe de la Coupe du monde 2007 et a finalement pris sa retraite des matchs internationaux avant le tournoi de 2011.Il a préféré se retirer de l'équipe nationale avant la coupe du monde 2011 en Nouvelle Zélande à la suite des nombreux désaccords avec la Fédération Roumaine de Rugby. Sorin Socol avait un des pourcentages (63,88%) le plus élevé de victoires de la Roumanie en tant que capitaine. 
En novembre 2009, il est sélectionné avec l'équipe XV Europe pour affronter les Barbarians français  au Stade Roi Baudouin à Bruxelles à l'occasion du 75e anniversaire de la FIRA – Association européenne de rugby. Les Baa-Baas l'emportent 26 à 39.

## Palmarès
- Troisième de la Coupe du monde junior en 1996 avec l'équipe de Roumanie -19 ans[6]
- Finaliste de la Coupe de France en 2000 avec le CA Brive